# Голям седалищен мускул
Големият седалищен мускул (Musculus gluteus maximus) е най-големият от мускулите около тазобедрената става, както и най-големият мускул в човешкото тяло. Той има ромбовидна форма и се разполага под кожата на седалищната област. Започва от външната повърхност на хълбочната кост и от задната повърхност на кръстната и опашната кост.
Този мускул е най-мощният разгъвач в тазобедрената става. Също така той опъва широката бедрена фасция.